# Krahnenbergbahn

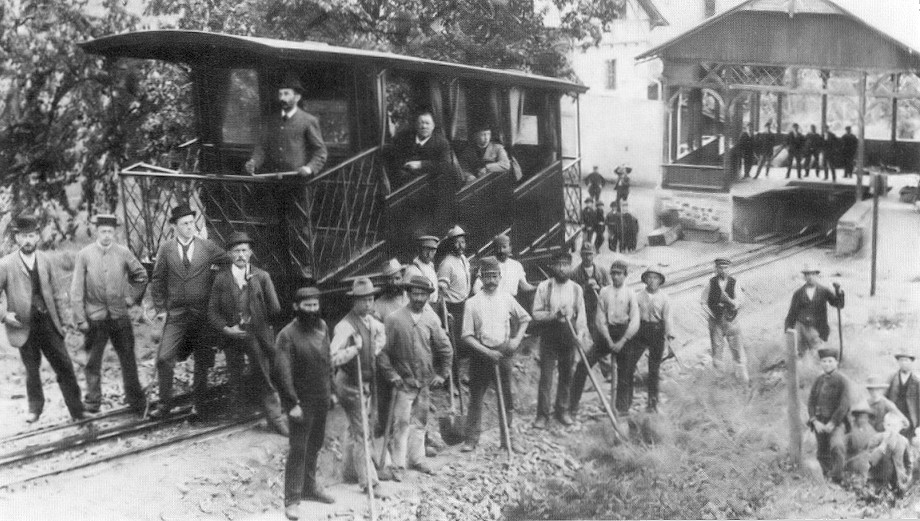
Aufnahme der Andernacher Krahnenbergbahn aus dem Jahre 1895

Die Krahnenbergbahn war eine Standseilbahn, die von der Stadt Andernach am Rhein in Rheinland-Pfalz auf den 216 m hohen Krahnenberg führte. 
Sie wurde eingleisig mit einer Ausweiche in Meterspur angelegt und durch Wasserballast angetrieben. Zum Bremsen diente eine Zahnstange der Bauart Riggenbach. Auf einer Streckenlänge von 514 m überwand die Bahn einen Höhenunterschied von 145 m. Der Bau der bis zu 33,5 % steilen Standseilbahn wurde von der Esslinger Maschinenfabrik als letzte mit Wasserballastbetrieb gebaute Standseilbahn ausgeführt. Die halboffenen Wagen konnten 40 Personen befördern, die Wassertanks fassten 5.000 l. Im Sommer 1909 fuhr sie stündlich, nachmittags sogar halbstündlich. Die Fahrt kostete damals 40 Pfennig, Rückfahrkarten nur 50 Pfennig.
Erster Betreiber nach der Eröffnung am 11. Oktober 1895 war die Firma Hager & Lausberg. Nach Betriebsunterbrechungen (1902–1904 und um 1925) sowie Eigentümerwechsel übernahm schließlich die Stadt Andernach die Bahn. Sie führte den Betrieb in der Sommersaison bis zum Jahre 1941 durch. Dann wurde er kriegsbedingt nicht mehr aufgenommen, zumal die Bahnanlagen im letzten Kriegsjahr 1945 erheblich beschädigt wurden. Im Jahre 1948 wurde der Rest der Bahn demontiert und verschrottet.